# Eisschnelllauf-Sprintweltmeisterschaft 1970
Vom 21. bis 22. Februar fanden im US-amerikanischen West Allis, Wisconsin (State Fair Park) die ersten ISU-Sprintmeisterschaften statt. Der Sprintmehrkampf wurde rückwirkend zur Weltmeisterschaft erklärt und war damit die 1. Eisschnelllauf-Sprintweltmeisterschaft der ISU.

## Wettbewerb
- 61 Sportler aus 9 Nationen nahmen am Mehrkampf teil

| Teilnehmende Nationen          | Teilnehmende Nationen      | Teilnehmende Nationen                   |
| ------------------------------ | -------------------------- | --------------------------------------- |
| Kanada Finnland BR Deutschland | Japan Niederlande Norwegen | Schweden Sowjetunion Vereinigte Staaten |

### Frauen

#### Endstand
- Zeigt die zwölf erfolgreichsten Sportlerinnen der Sprint-WM

| Rang | Name                 | 1. Lauf 500 Meter | Pkt.  | 1. Lauf 1.000 Meter | Pkt.  | 2. Lauf 500 Meter | Pkt.  | 2. Lauf 1.000 Meter | Pkt.  | Gesamt- pkt. |
| ---- | -------------------- | ----------------- | ----- | ------------------- | ----- | ----------------- | ----- | ------------------- | ----- | ------------ |
| 1    | Ljudmila Titowa      | 45,21 (1)         | 45,21 | 1:35,00 (4)         | 47,50 | 44,58 (1)         | 44,58 | 1:34,00 (4)         | 47,00 | 184,29       |
| 2    | Nina Statkevich      | 46,26 (9)         | 46,26 | 1:34,70 (2)         | 47,35 | 45,67 (2)         | 45,67 | 1:31,80 (1)         | 45,90 | 185,18       |
| 3    | Atje Keulen-Deelstra | 45,25 (2)         | 45,25 | 1:35,80 (6)         | 47,90 | 45,94 (4)         | 45,94 | 1:34,40 (5)         | 47,20 | 186,29       |
| 4    | Sigrid Sundby        | 46,58 (11)        | 46,58 | 1:34,90 (3)         | 47,45 | 46,11 (6)         | 46,11 | 1:34,90 (9)         | 47,45 | 187,59       |
| 5    | Ellie van den Brom   | 46,19 (8)         | 46,19 | 1:34,20 (1)         | 47,10 | 47,54 (18)        | 47,54 | 1:33,70 (2)         | 46,85 | 187,68       |
| 6    | Johanna Schut        | 47,35 (14)        | 47,35 | 1:36,70 (7)         | 48,35 | 46,53 (9)         | 46,53 | 1:33,70 (2)         | 46,85 | 189,08       |
| 7    | Wera Krasnowa        | 45,67 (3)         | 45,67 | 1:39,00 (14)        | 49,50 | 46,03 (5)         | 46,03 | 1:36,50 (12)        | 48,25 | 189,45       |
| 8    | Sachiko Saitō        | 46,01 (6)         | 46,01 | 1:38,40 (11)        | 49,20 | 46,26 (7)         | 46,26 | 1:36,20 (11)        | 48,10 | 189,57       |
| 9    | Dianne Holum         | 46,16 (7)         | 46,16 | 1:36,70 (7)         | 48,35 | 46,68 (11)        | 46,68 | 1:37,30 (16)        | 48,65 | 189,84       |
| 10   | Lasma Kauniste       | 47,95 (17)        | 47,95 | 1:35,50 (5)         | 47,75 | 47,01 (15)        | 47,01 | 1:34,50 (6)         | 47,25 | 189,96       |
| 11   | Carry Geijssen       | 47,04 (12)        | 47,04 | 1:37,20 (9)         | 48,60 | 47,12 (16)        | 47,12 | 1:34,80 (8)         | 47,40 | 190,16       |
| 12   | Tatjana Sidorowa     | 47,54 (15)        | 47,54 | 1:40,30 (17)        | 50,15 | 45,67 (2)         | 45,67 | 1:34,50 (6)         | 47,25 | 190,61       |

#### 1. Lauf 500 Meter
| Platz | Name                 | Land               | Zeit  | Punkte |
| ----- | -------------------- | ------------------ | ----- | ------ |
| 1     | Ljudmila Titowa      | Sowjetunion        | 45,21 | 45,21  |
| 2     | Atje Keulen-Deelstra | Niederlande        | 45,25 | 45,25  |
| 3     | Wera Krasnowa        | Sowjetunion        | 45,67 | 45,67  |
| 4     | Leah Poulos          | Vereinigte Staaten | 45,84 | 45,84  |
| 5     | Mary Saxton          | Vereinigte Staaten | 45,92 | 45,92  |
| 6     | Sachiko Saitō        | Japan              | 46,01 | 46,01  |
| 7     | Dianne Holum         | Vereinigte Staaten | 46,16 | 46,16  |
| 8     | Ellie van den Brom   | Niederlande        | 46,19 | 46,19  |
| 9     | Nina Statkevich      | Sowjetunion        | 46,26 | 46,26  |
| 10    | Kirsti Biermann      | Norwegen           | 46,36 | 46,36  |
|       |                      |                    |       |        |
| 19    | Paula Dufter         | BR Deutschland     | 48,10 | 48,10  |

#### 1. Lauf 1.000 Meter
| Platz | Name                       | Land                           | Zeit    | Punkte |
| ----- | -------------------------- | ------------------------------ | ------- | ------ |
| 1     | Ellie van den Brom         | Niederlande                    | 1:34,20 | 47,10  |
| 2     | Nina Statkevich            | Sowjetunion                    | 1:34,70 | 47,35  |
| 3     | Sigrid Sundby              | Norwegen                       | 1:34,90 | 47,45  |
| 4     | Ljudmila Titowa            | Sowjetunion                    | 1:35,00 | 47,50  |
| 5     | Lasma Kauniste             | Sowjetunion                    | 1:35,50 | 47,75  |
| 6     | Atje Keulen-Deelstra       | Niederlande                    | 1:35,80 | 47,90  |
| 7     | Dianne Holum Johanna Schut | Vereinigte Staaten Niederlande | 1:36,70 | 48,35  |
| 9     | Carry Geijssen             | Niederlande                    | 1:37,20 | 48,60  |
| 10    | Tuula Vilkas               | Finnland                       | 1:37,70 | 48,85  |
|       |                            |                                |         |        |
| 18    | Paula Dufter               | BR Deutschland                 | 1:40,60 | 50,30  |

#### 2. Lauf 500 Meter
| Platz | Name                             | Land                     | Zeit  | Punkte |
| ----- | -------------------------------- | ------------------------ | ----- | ------ |
| 1     | Ljudmila Titowa                  | Sowjetunion              | 44,58 | 44,58  |
| 2     | Nina Statkevich Tatjana Sidorowa | Sowjetunion              | 45,67 | 45,67  |
| 4     | Atje Keulen-Deelstra             | Niederlande              | 45,94 | 45,94  |
| 5     | Wera Krasnowa                    | Sowjetunion              | 46,03 | 46,03  |
| 6     | Sigrid Sundby                    | Norwegen                 | 46,11 | 46,11  |
| 7     | Sachiko Saitō Leah Poulos        | Japan Vereinigte Staaten | 46,26 | 46,26  |
| 9     | Johanna Schut                    | Niederlande              | 46,53 | 46,53  |
| 10    | Mary Saxton                      | Vereinigte Staaten       | 46,63 | 46,63  |
|       |                                  |                          |       |        |
| 24    | Paula Dufter                     | BR Deutschland           | 48,96 | 48,96  |

#### 2. Lauf 1.000 Meter
| Platz | Name                             | Land               | Zeit    | Punkte |
| ----- | -------------------------------- | ------------------ | ------- | ------ |
| 1     | Nina Statkevich                  | Sowjetunion        | 1:31,80 | 45,90  |
| 2     | Johanna Schut Ellie van den Brom | Niederlande        | 1:33,70 | 46,85  |
| 4     | Ljudmila Titowa                  | Sowjetunion        | 1:34,00 | 47,00  |
| 5     | Atje Keulen-Deelstra             | Niederlande        | 1:34,40 | 47,20  |
| 6     | Tatjana Sidorowa Lasma Kauniste  | Sowjetunion        | 1:34,50 | 47,25  |
| 8     | Carry Geijssen                   | Niederlande        | 1:34,80 | 47,40  |
| 9     | Sigrid Sundby                    | Norwegen           | 1:34,90 | 47,45  |
| 10    | Leah Poulos                      | Vereinigte Staaten | 1:35,00 | 47,50  |
|       |                                  |                    |         |        |
| 22    | Paula Dufter                     | BR Deutschland     | 1:38,50 | 49,25  |

### Männer

#### Endstand
- Zeigt die zwölf erfolgreichsten Sportler der Sprint-WM

| Rang | Name             | 1. Lauf 500 Meter | Pkt.  | 1. Lauf 1.000 Meter | Pkt.  | 2. Lauf 500 Meter | Pkt.  | 2. Lauf 1.000 Meter | Pkt.  | Gesamt- pkt. |
| ---- | ---------------- | ----------------- | ----- | ------------------- | ----- | ----------------- | ----- | ------------------- | ----- | ------------ |
| 1    | Waleri Muratow   | 40,39 (3)         | 40,39 | 1:24,10 (5)         | 42,05 | 40,16 (4)         | 40,16 | 1:21,70 (3)         | 40,85 | 163,45       |
| 2    | Keiichi Suzuki   | 39,68 (2)         | 39,68 | 1:25,00 (8)         | 42,50 | 39,93 (2)         | 39,93 | 1:23,50 (13)        | 41,75 | 163,86       |
| 3    | Magne Thomassen  | 41,07 (17)        | 41,07 | 1:23,70 (4)         | 41,85 | 40,38 (7)         | 40,38 | 1:21,80 (5)         | 40,90 | 164,20       |
| 4    | Alf Ivar Eriksen | 40,85 (11)        | 40,85 | 1:23,60 (3)         | 41,80 | 40,91 (12)        | 40,91 | 1:21,30 (2)         | 40,65 | 164,21       |
| 5    | Göran Claeson    | 40,96 (15)        | 40,96 | 1:22,50 (1)         | 41,25 | 41,26 (18)        | 41,26 | 1:21,70 (3)         | 40,85 | 164,32       |
| 6    | Erhard Keller    | 40,39 (3)         | 40,39 | 1:25,00 (8)         | 42,50 | 40,29 (6)         | 40,29 | 1:22,70 (8)         | 41,35 | 164,53       |
| 6    | Ard Schenk       | 40,98 (16)        | 40,98 | 1:23,50 (2)         | 41,75 | 41,30 (19)        | 41,30 | 1:21,00 (1)         | 40,50 | 164,53       |
| 8    | Ove König        | 40,80 (10)        | 40,80 | 1:25,40 (11)        | 42,70 | 39,97 (3)         | 39,97 | 1:22,50 (7)         | 41,25 | 164,72       |
| 9    | Hasse Börjes     | 39,14 (1)         | 39,14 | 1:28,10 (23)        | 44,05 | 39,83 (1)         | 39,83 | 1:23,70 (15)        | 41,85 | 164,87       |
| 10   | Dag Fornæss      | 40,40 (5)         | 40,40 | 1:24,80 (7)         | 42,40 | 40,94 (13)        | 40,94 | 1:23,00 (10)        | 41,50 | 165,24       |
| 11   | Masaki Suzuki    | 40,91 (12)        | 40,91 | 1:25,00 (8)         | 42,50 | 40,53 (9)         | 40,53 | 1:24,00 (16)        | 42,00 | 165,94       |
| 12   | Boris Guljajew   | 40,79 (9)         | 40,79 | 1:26,80 (13)        | 43,40 | 40,27 (5)         | 40,27 | 1:23,20 (11)        | 41,60 | 166,06       |

#### 1. Lauf 500 Meter
| Platz | Name                         | Land                       | Zeit  | Punkte |
| ----- | ---------------------------- | -------------------------- | ----- | ------ |
| 1     | Hasse Börjes                 | Schweden                   | 39,14 | 39,14  |
| 2     | Keiichi Suzuki               | Japan                      | 39,68 | 39,68  |
| 3     | Waleri Muratow Erhard Keller | Sowjetunion BR Deutschland | 40,39 | 40,39  |
| 5     | Dag Fornæss                  | Norwegen                   | 40,40 | 40,40  |
| 6     | Takayuki Hida Håkan Holmgren | Japan Schweden             | 40,62 | 40,62  |
| 8     | Johan Lind                   | Norwegen                   | 40,78 | 40,78  |
| 9     | Boris Guljajew               | Sowjetunion                | 40,79 | 40,79  |
| 10    | Ove König                    | Schweden                   | 40,80 | 40,80  |
|       |                              |                            |       |        |
| 21    | Hans Lichtenstern            | BR Deutschland             | 41,55 | 41,55  |

#### 1. Lauf 1.000 Meter
| Platz | Name                                       | Land                       | Zeit    | Punkte |
| ----- | ------------------------------------------ | -------------------------- | ------- | ------ |
| 1     | Göran Claeson                              | Schweden                   | 1:22,50 | 41,25  |
| 2     | Ard Schenk                                 | Niederlande                | 1:23,50 | 41,75  |
| 3     | Alf Ivar Eriksen                           | Norwegen                   | 1:23,60 | 41,80  |
| 4     | Magne Thomassen                            | Norwegen                   | 1:23,70 | 41,85  |
| 5     | Waleri Muratow                             | Sowjetunion                | 1:24,10 | 42,05  |
| 6     | Johnny Höglin                              | Schweden                   | 1:24,30 | 42,15  |
| 7     | Dag Fornæss                                | Norwegen                   | 1:24,80 | 42,40  |
| 8     | Keiichi Suzuki Erhard Keller Masaki Suzuki | Japan BR Deutschland Japan | 1:25,00 | 42,50  |
|       |                                            |                            |         |        |
| 27    | Hans Lichtenstern                          | BR Deutschland             | 1:30,50 | 45,25  |

#### 2. Lauf 500 Meter
| Platz | Name              | Land               | Zeit  | Punkte |
| ----- | ----------------- | ------------------ | ----- | ------ |
| 1     | Hasse Börjes      | Schweden           | 39,83 | 39,83  |
| 2     | Keiichi Suzuki    | Japan              | 39,93 | 39,93  |
| 3     | Ove König         | Schweden           | 39,97 | 39,97  |
| 4     | Waleri Muratow    | Sowjetunion        | 40,16 | 40,16  |
| 5     | Boris Guljajew    | Sowjetunion        | 40,27 | 40,27  |
| 6     | Erhard Keller     | BR Deutschland     | 40,29 | 40,29  |
| 7     | Magne Thomassen   | Norwegen           | 40,38 | 40,38  |
| 8     | Neil Blatchford   | Vereinigte Staaten | 40,40 | 40,40  |
| 9     | Masaki Suzuki     | Japan              | 40,53 | 40,53  |
| 10    | Wayne Lebombard   | Vereinigte Staaten | 40,66 | 40,66  |
|       |                   |                    |       |        |
| 26    | Hans Lichtenstern | BR Deutschland     | 41,83 | 41,83  |

#### 2. Lauf 1.000 Meter
| Platz | Name                         | Land                 | Zeit    | Punkte |
| ----- | ---------------------------- | -------------------- | ------- | ------ |
| 1     | Ard Schenk                   | Niederlande          | 1:21,00 | 40,50  |
| 2     | Alf Ivar Eriksen             | Norwegen             | 1:21,30 | 40,65  |
| 3     | Waleri Muratow Göran Claeson | Sowjetunion Schweden | 1:21,70 | 40,85  |
| 5     | Magne Thomassen              | Norwegen             | 1:21,80 | 40,90  |
| 6     | Johnny Höglin                | Schweden             | 1:22,00 | 41,00  |
| 7     | Ove König                    | Schweden             | 1:22,50 | 41,25  |
| 8     | Erhard Keller                | BR Deutschland       | 1:22,70 | 41,35  |
| 9     | Takayuki Hida                | Japan                | 1:22,80 | 41,40  |
| 10    | Dag Fornæss                  | Norwegen             | 1:23,00 | 41,50  |
|       |                              |                      |         |        |
| 28    | Hans Lichtenstern            | BR Deutschland       | 1:28,30 | 44,15  |